# Doctor Who (sèrie 5)
|  | Aquest article tracta sobre la sèrie de 2010. Si cerqueu la temporada de 1967-1968, vegeu «Doctor Who (temporada 5)». |

## Llista d'episodis
| Núm. d'història | Episodi | Títol                                         | Directors          | Guionistes     | Data d'estrena al Regne Unit | Data d'estrena a Catalunya |
| --- | ------- | --------------------------------------------- | ------------------ | -------------- | ---------------------------- | -------------------------- |
| 203 | 1       | L'onzena hora The Eleventh Hour               | Adam Smith         | Steven Moffat  | 3 d'abril del 2010           | 29 de març del 2011        |
| El Doctor s'ha regenerat però abans que pugui estar totalment situat i a punt per tornar a l'acció... els perills tornen de nou! Un presoner ha escapat i s'ha amagat a casa l'Amy, una nena petita a qui el Doctor ajudarà. Aturar el reclús serà la seva missió i ho haurà de fer sense la Tardis. |         |                                               |                    |                |                              |                            |
| |         |                                               |                    |                |                              |                            |
| 204 | 2       | La bèstia de sota The Beast Below             | Andrew Gunn        | Steven Moffat  | 10 d'abril del 2010          | 5 d'abril del 2011         |
| El Doctor s'emporta l'Amy fins a un futur molt llunyà. Allà a Anglaterra haurà sobreviscut dins d'una enorme nau espacial. Però no ens enganyem, les coses mai són el que semblen a primera vista. Entre els dos descobriran secrets molt misteriosos de la nau.                                     |         |                                               |                    |                |                              |                            |
| |         |                                               |                    |                |                              |                            |
| 205 | 3       | La victòria dels Dàleks Victory of the Daleks | Andrew Gunn        | Mark Gatiss    | 17 d'abril del 2010          | 12 d'abril del 2011        |
| Ni més ni menys que Winston Churchill, un dels herois de la Segona Guerra Mundial, trucarà al Doctor perquè els ajudi. Malgrat aquesta trucada té un cop amagat, i és que Churchill s'ha fet amb una arma devastadora: un Dalek.                                                                     |         |                                               |                    |                |                              |                            |
| |         |                                               |                    |                |                              |                            |
| 206a | 4       | El temps dels àngels The Time of Angels       | Adam Smith         | Steven Moffat  | 24 d'abril del 2010          | 26 d'abril del 2011        |
| El Pare Octavian reclutarà el Doctor perquè els ajudi a acabar d'una vegada per totes amb els últims àngels ploraners que encara existeixen. Mentre ho fan es trobaran amb una vella amiga molt especial.                                                                                            |         |                                               |                    |                |                              |                            |
| |         |                                               |                    |                |                              |                            |
| 206b | 5       | Carn i pedra Flesh and Stone                  | Adam Smith         | Steven Moffat  | 1 de maig del 2010           | 3 de maig del 2011         |
| El Doctor, l'Amy, la River i uns quants soldats es trobaran atrapats al bosc, és una emboscada d'àngels ploraners. El Doctor buscarà una sortida al problema, però mentre ho fa, l'Amy haurà de resoldre alguns temes pendents que té amb si mateixa.                                                |         |                                               |                    |                |                              |                            |
| |         |                                               |                    |                |                              |                            |
| 207 | 6       | Els vampirs de Venècia The Vampires of Venice | Jonny Campbell     | Toby Whithouse | 8 de maig del 2010           | 10 de maig del 2011        |
| Amy li explica a el Doctor que d'aquí a poc es casarà, així que ell la portarà fins a Venècia amb en Roy, el seu futur marit. Allà tot hauria de ser perfecte, passejades romàntiques i visites turístiques. Però no, trobaran vampirs atacant els indefensos habitants de la ciutat!                |         |                                               |                    |                |                              |                            |
| |         |                                               |                    |                |                              |                            |
| 208 | 7       | La decisió de l'Amy Amy's Choice              | Catherine Morshead | Simon Nye      | 15 de maig del 2010          | 17 de maig del 2011        |
| Ja han passat 5 anys des que l'Amy i el Doctor van deixar de viatjar junts per l'espai temps. Ara ella està a punt de tenir el seu primer fill, quan de sobte el Doctor torna a caure de nou al jardí de casa seva. Evidentment, en passa alguna de grossa.                                          |         |                                               |                    |                |                              |                            |
| |         |                                               |                    |                |                              |                            |
| 209a | 8       | La terra famolenca The Hungry Earth           | Ashley Way         | Chris Chibnall | 22 de maig del 2010          | 24 de maig del 2011        |
| L'any 2020 la Terra es troba a prop de començar una batalla enorme i de la qual res serà igual una vegada acabi. El Doctor, l'Amy i en Rory es veuran involucrats en una guerra entre els habitants d'una petita vila i una antiga raça.                                                             |         |                                               |                    |                |                              |                            |
| |         |                                               |                    |                |                              |                            |
| 209b | 9       | Sang freda Cold Blood                         | Ashley Way         | Chris Chibnall | 29 de maig del 2010          | 31 de maig del 2011        |
| Una de les batalles més grans de la raça humana està a punt de començar, però el Doctor no hi podrà prendre part. Què podrà fer? Podrà evitar el final sanguinari? Però sobretot, està disposat a acabar amb una raça perquè pugui viure l'altra?                                                    |         |                                               |                    |                |                              |                            |
| |         |                                               |                    |                |                              |                            |
| 210 | 10      | En Vincent i el Doctor Vincent and the Doctor | Jonny Campbell     | Richard Curtis | 5 de juny del 2010           | 7 de juny del 2011         |
| Passa alguna cosa estranya a la regió de Provença, però només un humil pintor pot veure realment què és el que està atacant aquest lloc. El Doctor i l'Amy es desplaçaran fins allà per conèixer el mateix Vincent van Gogh en persona. Però les coses no sortiran exactament com ells pensaven...   |         |                                               |                    |                |                              |                            |
| |         |                                               |                    |                |                              |                            |
| 211 | 11      | L'inquilí The Lodger                          | Catherine Morshead | Gareth Roberts | 12 de juny del 2010          | 14 de juny del 2011        |
| L'Amy es trobarà atrapada a la Tardis a causa d'una misteriosa força mentre el Doctor es queda a la Terra. Aquest s'haurà de fer passar per humà mentre prova de descobrir què hi ha a la segona planta de l'apartament on s'ha de quedar a viure.                                                   |         |                                               |                    |                |                              |                            |
| |         |                                               |                    |                |                              |                            |
| 212a | 12      | S'obre la Pandorica The Pandorica Opens       | Toby Haynes        | Steven Moffat  | 19 de juny del 2010          | 21 de juny del 2011        |
| Una terrible profecia relacionada amb el Doctor es troba en un quadre del pintor neerlandès Vincent van Gogh. Mentre, totes les forces de l'univers es concentren a Stonehenge, on la Pandorica, una mítica i misteriosa caixa, s'obre. És el final del Doctor?                                      |         |                                               |                    |                |                              |                            |
| |         |                                               |                    |                |                              |                            |
| 212b | 13      | El Big Bang The Big Bang                      | Toby Haynes        | Steven Moffat  | 26 de juny del 2010          | 28 de juny del 2011        |
| El Doctor ja no existeix i la Tardis ha estat destruïda. L'única sortida que té un univers avocat a l'abisme és una nena petita. Ha de recordar alguna cosa, però quina? |         |                                               |                    |                |                              |                            |
| |         |                                               |                    |                |                              |                            |